# Rusiny (stacja kolejowa)
Rusiny (biał. Русіно, ros. Русино) – stacja kolejowa w miejscowości Rusiny, w rejonie baranowickim, w obwodzie brzeskim, na Białorusi. Węzeł linii Wilno - Baranowicze - Równe oraz Osipowicze – Baranowicze.